# Hitomi Niiya
Hitomi Niiya (jap. 新谷 仁美, Niiya Hitomi; * 26. Februar 1988 in Sōja) ist eine japanische Langstreckenläuferin.

## Sportliche Laufbahn
Erste internationale Erfahrungen sammelte Hitomi Niiya bei den Crosslauf-Weltmeisterschaften 2004 in Brüssel, bei denen sie in 21:47 min den 19. Platz im U20-Rennen belegte. Im Jahr darauf wurde sie bei den Weltmeisterschaften in Saint-Étienne in 21:39 min 13. und gewann bei den Jugendweltmeisterschaften in Marrakesch in 9:10,34 min die Bronzemedaille im 3000-Meter-Lauf. Bei den Crosslauf-Weltmeisterschaften 2006 in Fukuoka gelangte sie in 20:25 min erneut auf den 13. Platz. Schon mit 18 Jahren startete sie erstmals über die 42,195-km-Distanz und gewann auf Anhieb den Tokio-Marathon 2007 in 2:31:02 h und wurde Zweite beim Hokkaidō-Marathon 2008 sowie Achte beim Nagoya-Marathon 2009.
Bei den Crosslauf-Weltmeisterschaften 2010 in Bydgoszcz startete sie nach drei Teilnahmen als Juniorin erstmals im Erwachsenenrennen und kam nach 26:30 min auf den 31. Platz und im Jahr darauf bei den Weltmeisterschaften in Punta Umbría auf Rang 26. Im 5000-Meter-Lauf gewann sie bei den Asienmeisterschaften in Kōbe gewann sie in 15:34,19 min die Silbermedaille hinter der Bahrainerin Tejitu Daba und qualifizierte sich damit für die Weltmeisterschaften in Daegu, bei denen sie mit 15:41,67 min im Finale den 13. Platz belegte. Im Jahr darauf nahm sie an den Olympischen Spielen in London teil und belegte im 10.000-Meter-Lauf in 30:59,19 min den neunten Platz. Zudem schied sie über 5000 Meter mit 15:10,20 min im Vorlauf aus. Bei den Crosslauf-Weltmeisterschaften 2013 in Bydgoszcz wurde sie 82. und erreichte bei den Weltmeisterschaften in Moskau in 30:56,70 min Rang fünf. Daraufhin beendete sie ihre Karriere vorläufig wegen zahlreicher Verletzungen.
Nach vier Jahren Wettkampfpause bestritt sie 2018 erstmals wieder Rennen und gewann bei den Asienmeisterschaften 2019 in Doha in 31:22,63 min die Silbermedaille über 10.000 Meter hinter der Bahrainerin Shitaye Eshete. Ende September nahm sie über dieselbe Distanz an den Weltmeisterschaften in Doha teil und belegte dort in 31:12,99 min den elften Platz. Im Januar 2020 gewann sie das Halbmarathonrennen im Rahmen des Houston-Marathons und erzielte mit ihrer Zeit von 1:06:38 h einen neuen nationalen Rekord. Später im Jahr verbesserte sie ihre 5000-Meter-Bestzeit auf 14:55,83 min und gewann im Dezember bei den japanischen Meisterschaften über 10.000 Meter in 30:20,44 min, womit sie den alten Nationalrekord von Yōko Shibui aus dem Jahr 2002 um 28 Sekunden verbesserte. 2021 startete sie über 10.000 m bei den Olympischen Sommerspielen in Tokio und belegte dort in 32:23,87 min Rang 21.
Zusätzlich wurde Niiya 2012 japanische Meisterin im 5000-Meter-Lauf sowie 2013 über 10.000 Meter.

## Persönliche Bestzeiten
- 1500 Meter: 4:20,14 min, 15. Juli 2020 in Abashiri
- 3000 Meter: 9:09,27 min, 17. Juli 2021 in Chitose
- 5000 Meter: 14:55,83 min, 20. September 2020 in Kumagaya
- 10.000 Meter: 30:20,44 min, 4. Dezember 2020 in Osaka (japanischer Rekord)
- Halbmarathon: 1:06:38 h, 19. Januar 2020 in Houston (japanischer Rekord)
- Marathon: 2:19:24 h, 15. Januar 2023 in Houston